# Spanyol férfi kézilabda-bajnokság (első osztály)
A Liga ASOBAL a legmagasabb osztályú spanyol férfi kézilabda-bajnokság. Ebben a sorozatban dől el a spanyol bajnoki cím sorsa, és az, hogy mely spanyol csapatok induljanak a következő évi nemzetközi kupákban.
A bajnokságot 1952-ben alapították Primera División Nacional néven, 1958-tól División de Honor lett a neve. Jelenlegi nevét 1990-ben kapta. Nagypályán már korábban is volt országos bajnokság.

## Szabályok
Minden csapat kétszer játszik a liga többi csapatával, egyszer otthon, egyszer pedig idegenben. Így tehát a 16 csapat összesen 30 fordulót játszik. A bajnokság felénél, 15 forduló után szünetel a bajnokság, amikor az aktuális világ-, vagy Európa-bajnokság zajlik.
Győzelemért két pont, döntetlenért egy pont, vereségért pedig nulla pont jár a kluboknak. Az a csapat lesz a bajnok a bajnokság végén, amely:
- a legtöbb pontot gyűjtötte
- pontegyenlőség esetén, amennyiben két csapat áll azonos pontszámmal, a sorrend megállapításánál az egymás elleni két meccsüket veszik számításba,
- pontegyenlőség esetén, amennyiben kettőnél több csapat áll azonos pontszámmal, vagy a két egyenlő pontú csapat egymás elleni eredménye sem tud dönteni, akkor a gólkülönbség dönt.

## Nagypályás bajnokságok
| Év   | 1. hely                       | 2. hely                     | 3. hely                                           |
| ---- | ----------------------------- | --------------------------- | ------------------------------------------------- |
| 1942 | SEU Valladolid                | FJ Murcia                   | Patronato Obrero Palma de Mallorca CD Amaikak Bat |
| 1943 | San Fernando de San Sebastián | CD Amaikak Bat              | FJ Murcia FJ Barcelona                            |
| 1944 | CD Esperanza San Sebastián    | CF Barcelona                | CD Amaikak Bat                                    |
| 1945 | CF Barcelona                  | SEU Madrid                  | Ideal Vallvidrera                                 |
| 1946 | CF Barcelona                  | CD Esperanza San Sebastián  | SEU Madrid                                        |
| 1947 | CF Barcelona                  | SEU Barcelona               | Real Sociedad San Sebastián                       |
| 1948 | SEU Barcelona                 | Real Sociedad San Sebastián |                                                   |
| 1949 | CF Barcelona                  | Atlético de Madrid          |                                                   |
| 1950 | UA San Gervasio               | Atlético de Madrid          |                                                   |
| 1951 | CF Barcelona                  | UA San Gervasio             | Real Madrid                                       |
| 1952 | Real Madrid                   | UA San Gervasio             | CF Badalona                                       |
| 1953 | UA San Gervasio               | CF Badalona                 | Real Madrid                                       |
| 1954 | Gimnástica de Madrid          | CF Barcelona                | Carmelo San Sebastián                             |
| 1955 | Real Madrid                   | CD Amaikak Bat              | CF Barcelona                                      |
| 1956 | BM Granollers                 | Salleko San Sebastián       | CD Amaikak Bat                                    |
| 1957 | CF Barcelona                  | CD Traviesas Vigo           | Carmelo San Sebastián                             |
| 1958 | CD Traviesas Vigo             | Anayak San Sebastián        | Casa Gil Valencia                                 |
| 1959 | BM Granollers                 | CD Sabadell                 | Anoeta San Sebastián                              |

## Kispályás bajnokságok
| Év   | 1. hely                 | 2. hely                   | 3. hely                  | Bajnok edző                       |
| ---- | ----------------------- | ------------------------- | ------------------------ | --------------------------------- |
| 1952 | Atlético de Madrid      | San Fernando de Madrid    | Real Madrid              | Hans Kieter                       |
| 1953 | Real Madrid             | UA San Gervasio           | San Fernando de Madrid   |                                   |
| 1954 | Atlético de Madrid      | CF Barcelona              | Real Madrid              |                                   |
| 1955 | CD Sabadell             | BM Granollers             | Atlético de Madrid       |                                   |
| 1956 | BM Granollers           | Atlético de Madrid        | UGD Badalona             | Josep Vilà                        |
| 1957 | BM Granollers           | CD Sabadell               | Real Madrid              | Josep Vilà                        |
| 1958 | BM Granollers           | CF Barcelona              | Atlético de Madrid       | Josep Vilà                        |
| 1959 | BM Granollers           | Atlético de Madrid        | CD Sabadell              | Josep Vilà                        |
| 1960 | BM Granollers           | Obras del Puerto Alicante | Atlético de Madrid       | Josep Vilà                        |
| 1961 | BM Granollers           | Atlético de Madrid        | CD Amaikak Bat           | Josep Vilà                        |
| 1962 | Atlético de Madrid      | BM Granollers             | Automovilismo Amurrio    | Domingo Bárcenas                  |
| 1963 | Atlético de Madrid      | BM Granollers             | OAR Gracia               | Domingo Bárcenas                  |
| 1964 | Atlético de Madrid      | Salleko San Sebastián     | Altos Hornos Sagunto     | Domingo Bárcenas                  |
| 1965 | Atlético de Madrid      | Salleko San Sebastián     | Pizarro Elda             | Domingo Bárcenas                  |
| 1966 | BM Granollers           | Atlético de Madrid        | BM Valencia              | Miquel Roca                       |
| 1967 | BM Granollers           | Atlético de Madrid        | Salleko San Sebastián    | Miquel Roca                       |
| 1968 | BM Granollers           | CF Barcelona              | Atlético de Madrid       | Miquel Roca                       |
| 1969 | CF Barcelona            | Altos Hornos Sagunto      | BM Granollers            | Antonio Lázaro                    |
| 1970 | BM Granollers           | Atlético de Madrid        | Picadero JC Barcelona    | Miquel Roca                       |
| 1971 | BM Granollers           | CF Barcelona              | Atlético de Madrid       | Miquel Roca                       |
| 1972 | BM Granollers           | Atlético de Madrid        | CF Barcelona             | Miquel Roca                       |
| 1973 | CF Barcelona            | Picadero JC Barcelona     | Atlético de Madrid       | Josep Vilà                        |
| 1974 | BM Granollers           | Atlético de Madrid        | FC Barcelona             | Miquel Roca                       |
| 1975 | Calpisa Alicante        | FC Barcelona              | BM Granollers            | Miquel Roca                       |
| 1976 | Calpisa Alicante        | Atlético de Madrid        | FC Barcelona             | Miquel Roca                       |
| 1977 | Calpisa Alicante        | Atlético de Madrid        | FC Barcelona             | Miquel Roca                       |
| 1978 | Calpisa Alicante        | Atlético de Madrid        | FC Barcelona             | Miquel Roca                       |
| 1979 | Atlético de Madrid      | Calpisa Alicante          | FC Barcelona             | Juan de Dios Román                |
| 1980 | FC Barcelona            | Calpisa Alicante          | Atlético de Madrid       | Miquel Roca                       |
| 1981 | Atlético de Madrid      | FC Barcelona              | Calpisa Alicante         | Juan de Dios Román                |
| 1982 | FC Barcelona            | Atlético de Madrid        | BM Granollers            | Sergi Petit                       |
| 1983 | Atlético de Madrid      | FC Barcelona              | BM Granollers            | Juan de Dios Román                |
| 1984 | Atlético de Madrid      | FC Barcelona              | Tecnisán Alicante        | Juan de Dios Román                |
| 1985 | Atlético de Madrid      | FC Barcelona              | Tecnisán Alicante        | Juan de Dios Román                |
| 1986 | FC Barcelona            | Atlético de Madrid        | BM Granollers            | Valero Rivera                     |
| 1987 | Elgorriaga Bidasoa Irún | FC Barcelona              | Tecnisán Alicante        | Juantxo Villareal                 |
| 1988 | FC Barcelona            | CD Cajamadrid             | BM Granollers            | Valero Rivera                     |
| 1989 | FC Barcelona            | Teka Santander            | CD Cajamadrid            | Valero Rivera                     |
| 1990 | FC Barcelona            | Teka Santander            | Atlético de Madrid       | Valero Rivera                     |
| 1991 | FC Barcelona            | Teka Santander            | Atlético de Madrid       | Valero Rivera                     |
| 1992 | FC Barcelona            | BM Granollers             | Atlético de Madrid       | Valero Rivera                     |
| 1993 | Teka Santander          | BM Granollers             | FC Barcelona             | Emilio Alonso                     |
| 1994 | Teka Santander          | Elgorriaga Bidasoa Irún   | FC Barcelona             | Julián Ruiz                       |
| 1995 | Elgorriaga Bidasoa Irún | FC Barcelona              | Teka Santander           | Juantxo Villareal                 |
| 1996 | FC Barcelona            | Teka Cantabria Santander  | Elgorriaga Bidasoa Irún  | Valero Rivera                     |
| 1997 | FC Barcelona            | Ademar León               | Caja Cantabria Santander | Valero Rivera                     |
| 1998 | FC Barcelona            | Portland San Antonio      | Ademar León              | Valero Rivera                     |
| 1999 | FC Barcelona            | Ademar León               | Portland San Antonio     | Valero Rivera                     |
| 2000 | FC Barcelona            | Portland San Antonio      | Ademar León              | Valero Rivera                     |
| 2001 | Ademar León             | FC Barcelona              | Portland San Antonio     | Manuel Cadenas                    |
| 2002 | Portland San Antonio    | FC Barcelona              | Ademar León              | Francisco Javier Equisoain Azanza |
| 2003 | FC Barcelona            | BM Ciudad Real            | Ademar León              | Valero Rivera                     |
| 2004 | BM Ciudad Real          | FC Barcelona              | Portland San Antonio     | Juan de Dios Román                |
| 2005 | Portland San Antonio    | BM Ciudad Real            | Ademar León              | Francisco Javier Equisoain Azanza |
| 2006 | FC Barcelona            | BM Ciudad Real            | Portland San Antonio     | Xesco Espar                       |
| 2007 | BM Ciudad Real          | Portland San Antonio      | Ademar León              | Raúl González                     |
| 2008 | BM Ciudad Real          | FC Barcelona              | Ademar León              | Talant Dujsebajev                 |
| 2009 | BM Ciudad Real          | FC Barcelona              | BM Valladolid            | Talant Dujsebajev                 |
| 2010 | BM Ciudad Real          | FC Barcelona              | BM Valladolid            | Talant Dujsebajev                 |
| 2011 | FC Barcelona            | BM Ciudad Real            | Ademar León              | Xavier Pascual                    |
| 2012 | FC Barcelona            | BM Atlético de Madrid     | Ademar León              | Xavier Pascual                    |
| 2013 | FC Barcelona            | BM Atlético de Madrid     | CB Ciudad de Logroño     | Xavier Pascual                    |
| 2014 | FC Barcelona            | CB Ciudad de Logroño      | BM Granollers            | Xavier Pascual                    |
| 2015 | FC Barcelona            | CB Ciudad de Logroño      | BM Granollers            | Xavier Pascual                    |
| 2016 | FC Barcelona            | CB Ciudad de Logroño      | Ademar León              | Xavier Pascual                    |
| 2017 | FC Barcelona            | Ademar León               | CB Ciudad de Logroño     | Xavier Pascual                    |
| 2018 | FC Barcelona            | Ademar León               | BM Granollers            | Xavier Pascual                    |
| 2019 | FC Barcelona            | Bidasoa Irún              | CB Ciudad de Logroño     | Xavier Pascual                    |
| 2020 | FC Barcelona            | Ademar León               | CB Ciudad de Logroño     | Xavier Pascual                    |
| 2021 | FC Barcelona            | Bidasoa Irún              | CB Ciudad de Logroño     | Xavier Pascual                    |
| 2022 | FC Barcelona            | BM Granollers             | Bidasoa Irún             | Antonio Carlos Ortega             |
| 2023 | FC Barcelona            | BM Cuenca                 | BM Granollers            | Antonio Carlos Ortega             |
| 2024 | FC Barcelona            | Bidasoa Irún              | BM Granollers            | Antonio Carlos Ortega             |
| 2025 | FC Barcelona            | BM Granollers             | CD Torrelavega           | Antonio Carlos Ortega             |

## Lásd még
- Spanyol női kézilabda-bajnokság (első osztály)

## Külső hivatkozások
- A Liga ASOBAL hivatalos honlapja
- ASOBAL Magazin